# New York City Public Advocate

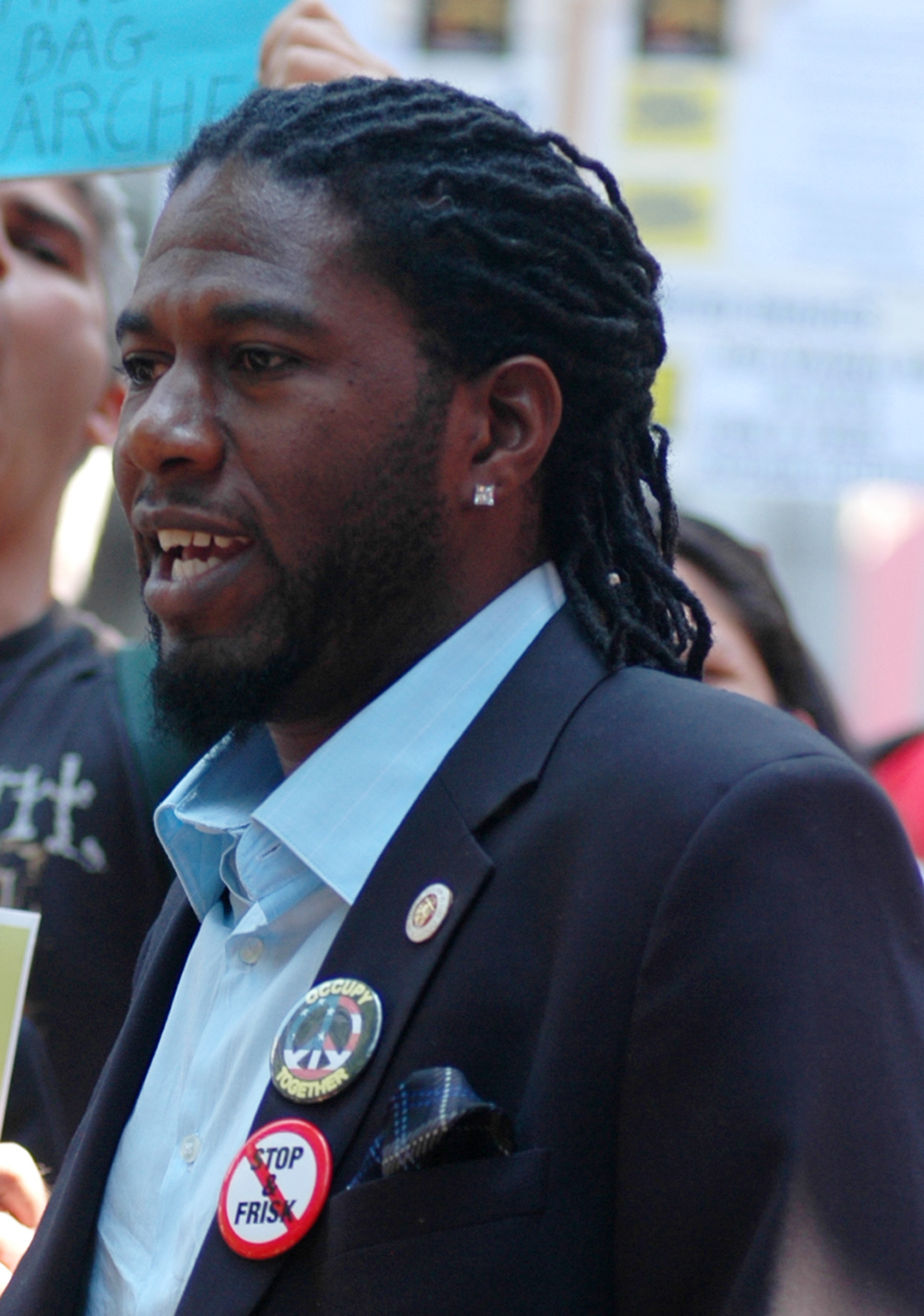
Jumaane Williams ist seit März 2019 Public Advocate von New York.

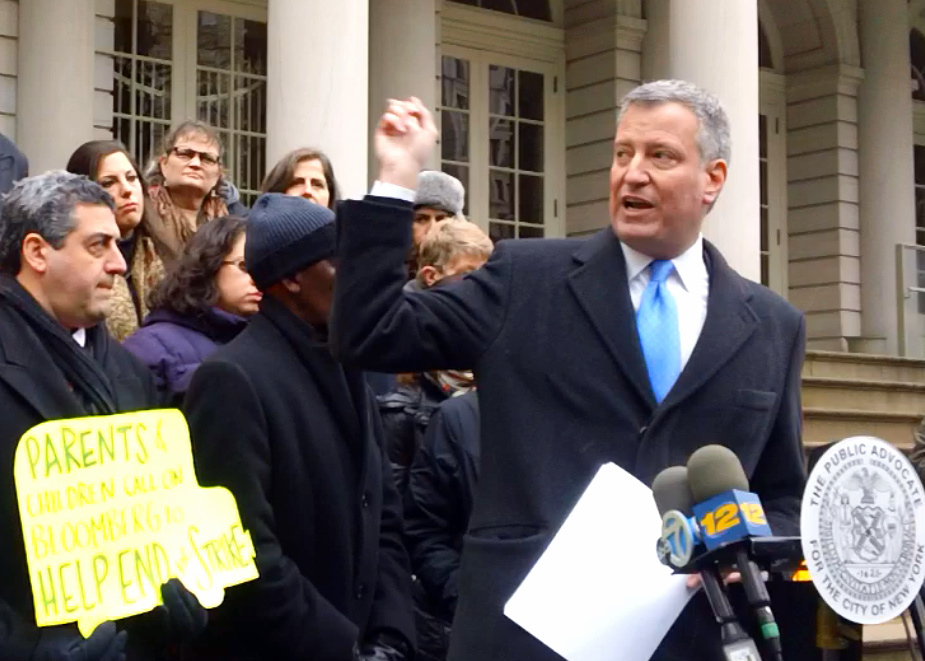
Der damalige Public Advocate Bill de Blasio diskutiert mit protestierenden Eltern anlässlich des Busfahrerstreiks 2013.

Der Public Advocate for the City of New York ist ein öffentliches Amt, das von der Bevölkerung von New York City für jeweils vier Jahre gewählt wird. Der Public Advocate agiert als Ombudsmann der Bevölkerung und überwacht das Handeln des Bürgermeisters, des City Councils und der Verwaltung.

## Geschichte
Infolge der 1989 vom Supreme Court verfügten Auflösung des New York City Board of Estimate verblieb der Position des Präsidenten des City Councils kaum mehr als noch eine zeremonielle Bedeutung. Lediglich im Falle eines seltenen Gleichstandes im Stadtrat besaß er die ausschlaggebende Stimme. Daher stand das Amt Anfang der 1990er Jahre zur Disposition.
Anstatt es abzuschaffen, entschied der New York City Council 1993 jedoch, das Amt umzubenennen und neu zu definieren. Der Public Advocate, wie es nun hieß, war weiterhin Vorsitzender des City Councils, hatte nun aber zugleich die Rolle eines Ombudsmanns für die Bevölkerung. Ihm wurde aufgetragen, sich um Sorgen und Beschwerden der Bürger zu kümmern und Vorschläge für die Verbesserung der öffentlichen Dienstleistungen zu unterbreiten.
Die Aufgabe als Ombudsmann blieb auch erhalten, als dem Public Advocate in einer weiteren Chartaänderung 2002 der Vorsitz des City Council und sogar das Stimmrecht entzogen wurde. Er war nunmehr nur noch beratendes Mitglied des City Council, konnte aber durch die öffentlichkeitswirksame und bürgernahe Rolle großen Einfluss auf die kommunalen Entscheidungsprozesse nehmen.

## Wahl
Die Wahl findet alle vier Jahre, gleichzeitig mit den Wahlen des Bürgermeisters, der Mitglieder des City Councils sowie des City Comptrollers als Direktwahl statt. Wie auch für das Amt des Bürgermeisters finden im Vorfeld der Wahl in den großen Parteien sogenannte Primaries statt, bei denen über die jeweilige Nominierung entschieden wird.

## Amtsinhaber
Seit der Einrichtung wurde das Amt stets von Vertretern der Demokraten gehalten, zuletzt von Mark Green (1994–2001), Betsy Gotbaum (2002–2009) und Bill de Blasio (2010–2013).
Auch de Blasios Nachfolgerin wurde von den Demokraten nominiert: Die Bürgerrechtsanwältin Letitia James gewann die Wahl am 5. November 2013 mit 83 % der Stimmen, nachdem die Republikaner erst gar keinen Kandidaten nominiert hatten. Bei den Vorwahlen hatte sie sich erst am 1. Oktober 2013 in einem Stichentscheid gegen den Favoriten, Staatssenator Daniel Squadron, durchsetzen können.

## Weblink
- Homepage des New York City Public Advocate